# Caps
Pour les articles homonymes, voir CAPS.
|  |

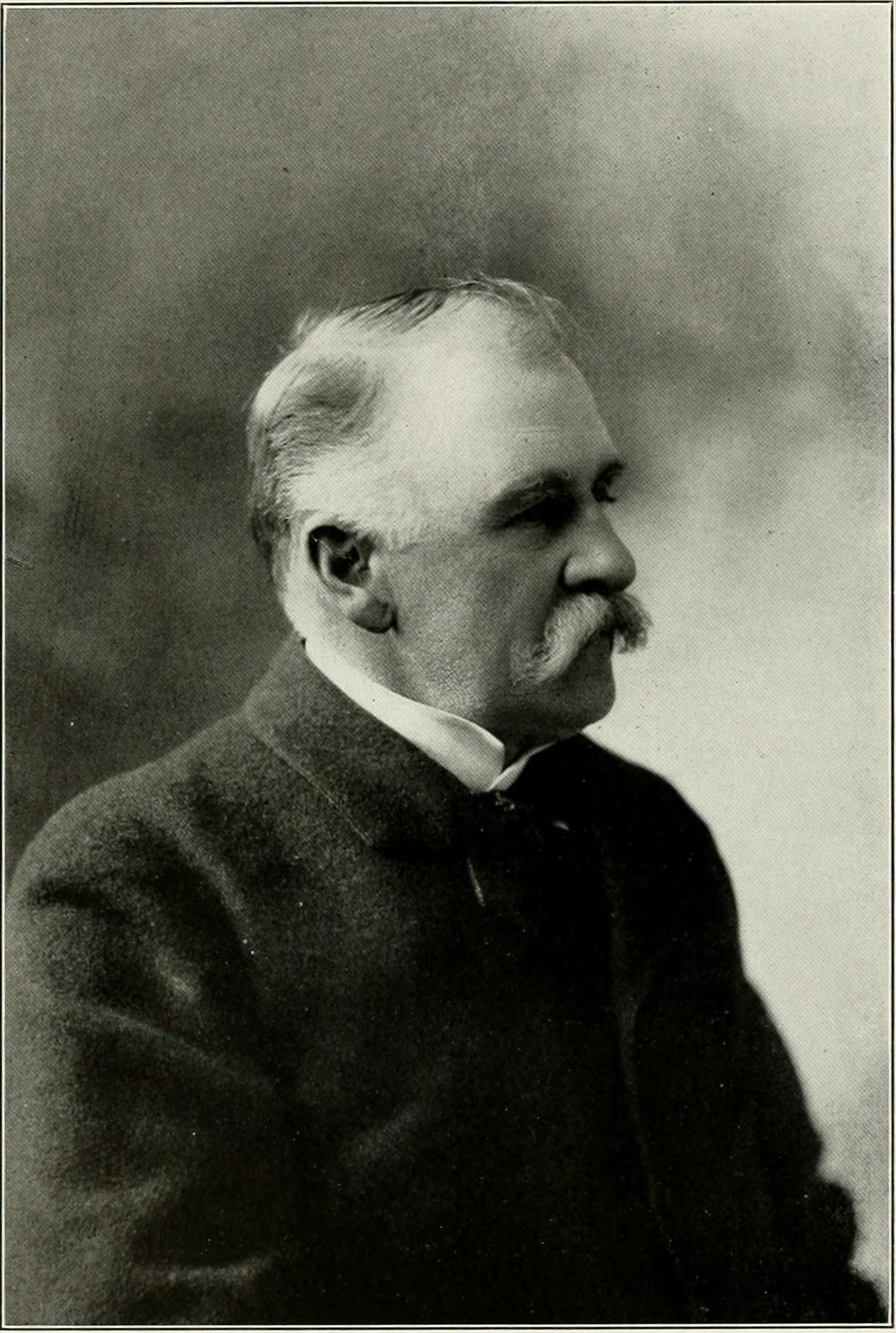
William Painter, inventeur de la capsule

Le caps, ou jeu de la capsule (par amuïssement de « capsule ») est un jeu à boire dont le but est de toucher, en lançant sa propre capsule de bouteille, celle de l'adversaire. Le perdant est alors invité à boire une gorgée de sa bouteille.

## Origine
L'invention de la capsule de bière datant de 1892, on ne peut faire remonter l'origine du caps qu'après cette date.
Le jeu semble cependant spécifique à la France mais aucune étude n'existe sur l'histoire ou la sociologie du caps.

## Règle du jeu
Le caps n'est pas un jeu institutionnalisé, aussi de nombreuses variantes existent et les règles varient d'un groupe de personnes à un autre. Ainsi, la version la plus populaire se joue à deux joueurs mais des versions à plus de deux joueurs existent.

### Préparation
Chaque joueur dispose d'une ou plusieurs bouteilles de bière pleines, généralement 3 par joueur. Ils s'assoient face-à-face par terre, en tailleur ou les jambes tendues devant eux, à une distance variant de 1,5 à 3 mètres. La distance réglementaire est approximativement obtenue en se mettant jambes tendues et pied contre pied avec l'adversaire.
Ils placent devant eux la (ou les) bouteille(s) décapsulée(s) et posent les capsules faces retournées en équilibre sur le goulot,.

### Début de match
Une méthode répandue pour déterminer le joueur qui lance en premier, consiste effectue un lancer de pile ou caps en proposant à son adversaire de choisir pile (l’intérieur de la caps) ou caps (là ou apparaît généralement le nom de la marque).
Une récente étude scientifique réalisée sur 350 757 lancers de pile ou face a montré qu'une pièce avait une plus forte probabilité de retomber dans la position initiale de lancement (50,8 %). De part la spécificité de la forme de la capsule, l'impartialité du lancer n'est pas garantie et un joueur aguerri peut potentiellement favoriser encore davantage la probabilité de tomber du côté voulu.

### Déroulement
Chaque joueur lance à tour de rôle un projectile — normalement une capsule (qui peut être pliée en deux dans certaines variantes) — de façon à faire tomber la capsule posée sur le goulot de l'adversaire. S'il réussit son coup, le perdant doit répliquer, et parvenir à faire tomber la capsule de l'adversaire. En cas d'échec, il boit une gorgée de sa bouteille.
En cas de réussite, et selon la variante locale, ou bien le coup est annulé ou bien le premier joueur doit à son tour répliquer sous peine de boire deux gorgées, et ainsi de suite. Selon les règles adoptées par certains joueurs (et donc selon les localités), si une capsule tirée dans le but de faire tomber celle de l'adversaire revient au niveau du lanceur, ce dernier a droit à une nouvelle chance. Le perdant est celui qui finit sa bouteille en premier.

## Variations

### Nombre de joueurs
Les règles sont construites autour du match à deux joueurs, mais leur simplicité permet un nombre quelconque de joueurs ainsi que de capsules en circulation. De nombreuses variantes apparaissent ainsi du fait de la souplesse des règles, de l'inventivité des joueurs et de l'avancement de la soirée.
On peut ainsi disputer une partie à deux contre deux, ainsi chaque équipe tentera sa chance à tour de rôle.

### Positionnement
À propos de la distance réglementaire : certaines versions recommandent simplement de s'asseoir jambes tendues les pieds en contact avec ceux de l'adversaire.
À propos des gorgées et du volume ingurgités : en ne tenant plus compte de la règle du contre-caps (ou seconde chance). Une manche se déroule en trois caps gagnants de base (bien que 4 caps soit également répandu), à chaque fois qu'une caps est descendue, le perdant boit environ 1/3 (ou donc 1/4) de sa bouteille, ainsi à la fin d'une manche, le perdant doit finir sa bouteille.

### Validité du tir
Dans certaines variantes il est nécessaire, pour qu'un tir soit validée, qu'il y ait contact dit "fer-fer", et que ce contact soit le premier. Ainsi, si la caps lancée touche le goulot et que la caps visée "tombe quand même", rien ne se passe.
Un rebond avant le contact peut aussi entrainer une modification du comptage. Ainsi dans certaines variantes, si la capsule fait un rebond sur le sol ou n'importe quelle autre surface avant de toucher la capsule de l'adversaire celui-ci doit boire sa cannette "cul-sec". Dans d'autres, le tir est simplement non compté.
Si la capsule ne tombe pas ou qu’elle bouge légèrement de son goulot, le tir peut être considéré comme nul.

### Contre, Riposte et Accumulation
Chaque joueur lance à tour de rôle une capsule (non déformée) de façon à faire tomber la capsule posée sur le goulot de l'adversaire. L'échange continue tant qu'aucun joueur n'est capsé. Lorsque le joueur A réussit son coup, l'adversaire B doit riposter. En cas d'échec, il boit un tiers de sa bouteille. En cas de réussite, la riposte continue, et A boit deux tiers s'il échoue. La riposte continue ainsi tant que les joueurs réussissent à capser,.

### Fautes de jeu
Les fautes de jeu diffèrent énormément d'une région à l'autre. Parmi les fautes de jeux usuels on peut lister : 
- Renverser sa bière ;
- Faire tomber sa capsule devant lui ;
- Traverser une partie en cours lors d'une riposte/contre/accumulation ;
- Caps illégale sur une partie en cours (ou capser alors que ce n'est pas son tour de jouer);

Les sanctions contre les fautes de jeu varient en fonction de la pratique.

## Différents modes de jeu

### Davis

#### Déroulé d'un match
Les règles sont décrites pour quatre joueurs (2 équipes de 2)  mais il existe des variantes en 3 contre 3 (Trevis), 4 contre 4, etc.
Le match se déroule en trois phases :
- Une première phase composée de deux 1 contre 1
- Une deuxième phase en 2 contre 2
- Une phase finale en 1 contre 1

La première et la dernière phase se déroulent selon les règles classiques de caps 1 contre 1 (ie tour à tour en 4 points avec riposte).

##### Déroulement de la phase en 2 contre 2
La phase commence une fois que tous les joueurs ont dit "Ça part". Durant cette phase le jeu n'est plus en tour par tour, les joueurs lancent leurs caps quand ils veulent et visent soit en ligne soit en diagonale. Si un joueur touche il crie "diag" ou "ligne" selon le cas. Le joueur dont la capsule est tombée doit alors riposter sans que les autres joueurs n'interfèrent. Dans le cas où plusieurs caps sont touchées au même instant les tirs sont annulés.
Lors de cette phase chaque joueur a 4 vies. Les joueurs ne gagnent pas de points mais font perdre des vies. Lorsqu'un joueur n'a plus de vies il arrête de jouer. Cette phase se termine lorsqu'une équipe n'a plus de joueurs en vie.
L'équipe perdant cette phase est celle dont les joueurs doivent échanger de place avant de procéder à la phase finale.

##### Comptage des points
Il y a 5 points à prendre lors d'un Davis, deux durant chacune des phases en 1 contre 1 et un pour la phase de 2 contre 2. L'équipe gagnante est donc celle qui a au moins trois points à la fin du match.

#### Remarques
Un proverbe dit : "Un Davis se gagne tout seul."  En effet un joueur peut remporter à lui seul trois point sur les cinq. Il doit pour cela gagner ses deux matchs individuels et réussir des ripostes afin de survivre et gagner lors de la phase 2 contre 2.
Si une équipe perd 5-0 les deux joueurs sont invités à frotter leurs derrières l'un contre l'autre (dit "double frottage").

### Autre exemple de jeu à 4 joueurs

#### Déroulé d'un match
Les règles sont décrites pour quatre joueurs (2 équipes de 2)  mais sont adaptable pour 2 à 64 joueurs.
- Chaque joueur de l'équipe en attaque lance un caps vers une des deux bières d'un joueur adversaire de l'équipe en défense, soit en face (dite caps droite) soit sur le côté (dite caps croisée ou en diag (pour diagonale)).
- Chaque caps tombée correspond à une attaque droite ou "croisée" à condition que le tir soit direct (pas de rebond) et que la caps ait été réellement touchée (toucher la bière en lançant fort ne suffit pas, voir Règles annexes).
- Lors d'une même attaque, il n'est pas possible de faire tomber deux fois la même caps. Si le premier joueur réussit une "caps croisée", le second est obligé de viser la bière restante en "croisée" également. Ceci ne vaut que si la partie se joue avec une bière par personne. En cas de partie avec 2 ou plus de bières par personne, un tir en diag réussi n'empêche pas le partenaire de réaliser un tir droit.
- L'équipe en défense doit ensuite riposter de façon identique à l'attaque. Une "caps croisée" réussie oblige la défense à riposter en "caps croisée". Selon les variantes régionales, la riposte en caps croisée n'est pas obligatoire mais seulement incitée. Elle peut être rendue obligatoire en cours de point par un appel d'un des attaquants
- Si la défense ne parvient pas à riposter, l'équipe attaquante marque un points (voir Comptage des points) et peut de nouveau attaquer.
- Si aucune caps n'est atteinte l'équipe en défense devient l'équipe attaquante.
- Si une seule attaque a été effectuée mais que les deux joueurs en défense ont réussi à toucher, l'équipe en attaque devient "en défense" et doit contrer l'attaque.
- Règle du dernier défenseur : dans le cas d'une attaque double ("droite" ou croisée"), le dernier défenseur peut continuer à jeter des caps tant qu'il touche. Ainsi, dans le cas d'une attaque double et si son partenaire a raté son tir, le dernier défenseur pourra essayer de faire tomber toutes les caps de l'équipe adverse. Il commencera par la caps correspondant à l'attaque adverse (la "croisée" si l'attaque était une "double croisée" ou la "droite" si "double droite"). S'il y parvient, aucun point n'est marqué et l'équipe attaquante peut relancer.

#### Comptage des points
Le comptage des points est proche de celui du tennis. Lors d'un set, voici la manière dont sont décomptés les points :
  - 13 : pour un point marqué
  - 37 : pour deux points marqués
  - 47 : pour trois points marqués
  - 51 : pour quatre points marqués
Si une équipe marque le 5e point, elle remporte le set. Dans le cas où les deux équipes sont à 51, on dit égalité et il est nécessaire de gagner un point pour obtenir l'avantage puis un autre avec avantage pour gagner le set (règle des deux points d'écarts).
Lorsque l'équipe en défense ne parvient pas à riposter à une attaque finissant le set, l'équipe attaquante peut accorder un "caps d'honneur" à l'équipe en défense. Les deux joueurs peuvent alors re-tenter leur défense et même éventuellement passer en attaque (si riposte double sur une attaque simple). Le nombre de caps d'honneur accordé est laissé à l'appréciation de l'équipe attaquante mais il n'a jamais été observé un set sans qu'un seul caps d'honneur ne soit depuis la création du caps.
Les matchs peuvent se jouer en 1 ou plusieurs sets gagnants.

## Vocabulaire spécifique

### Tirs spéciaux
- In-the-eyes , Two-Eyes Shot : consiste à tirer en regardant l'adversaire dans les yeux sans regarder la caps. En cas de succès, la défense doit être effectuée de la même façon.
- Yeux-fermés ou Ray Charles : consiste à fermer les yeux avant de lancer la caps. En cas de succès, la défense doit être effectuée de la même façon.

### Fin de match et "Écoles"
On peut désigner une victoire selon la manière dont elle est acquise par plusieurs termes :
- Frottage : si un des joueurs n'a marqué aucun point (8-0 sur un match en 8 par exemple), il "frotte" son derrière par terre.
- Première école : le vainqueur n'a manqué aucune capsule (la première école implique donc le frottage).
- Deuxième école : le vainqueur n'a capsé qu'en riposte (il a, à chaque fois, pris le risque d'attendre que son adversaire réussisse en premier).
- Troisième école : le vainqueur était à un point de la défaite avant de gagner (par exemple, il perdait 11-0 sur un match en 12).